# بيت علاية (السدة)

تعديل مصدري - تعديل

بيت علاية هي إحدى قرى عزلة التويتي بمديرية السدة التابعة لمحافظة إب، بلغ تعداد سكانها 462 نسمة حسب تعداد اليمن لعام 2004.